# 江戸堀
江戸堀（えどぼり）は、大阪府大阪市西区の町名。現行行政地名は江戸堀一丁目から江戸堀三丁目。

## 地理
大阪市西区の北部に位置。北は土佐堀および北区中之島、南は京町堀、西は新なにわ筋を挟んで江之子島、東は阪神高速1号環状線を挟んで中央区北浜・今橋・高麗橋にそれぞれ接する。

### 河川
- 土佐堀川（旧淀川）
- 江戸堀川 - 1955年に埋立された廃河川。

## 歴史

### 地名の由来
1617年（元和3年）に開削された江戸堀川沿いに町域が位置したことに由来。堀川の名称起源は、はっきりしておらず、徳川幕府の統治下に入って最初に掘った堀割を記念して付けたものと思われる。
1931年（昭和6年）まで、西端部に雑喉場魚市場があった。

### 町名の変遷
江戸時代は大坂三郷北組に含まれ、町名は、船町・斎藤町・白子裏町（しろこうらまち）・布屋町・江戸堀1 - 5丁目・玉沢町・麹町・櫂屋町（かいやまち）・道空町（どうくうちょう）・山田町・雑喉場町（ざこばちょう）となっていた。
1871年（明治4年）に江戸堀1 - 5丁目のうち江戸堀川以北を北江戸堀1 - 3丁目、同以南を南江戸堀1 - 3丁目に改編。翌1872年（明治5年）に土佐堀裏町・江戸堀上通1 - 2丁目・江戸堀北通1 - 5丁目・江戸堀南通1 - 5丁目・江戸堀下通1 - 5丁目に改編。1926年（大正15年）に土佐堀裏町を土佐堀船町に改称。1961年（昭和36年）に土佐堀船町・江戸堀上通1 - 2丁目・江戸堀北通1 - 2丁目・江戸堀1 - 5丁目に改編。1977年（昭和52年）に江戸堀1 - 3丁目の現行行政地名を実施。

## 世帯数と人口
2019年（平成31年）3月31日現在の世帯数と人口は以下の通りである。
| 丁目         | 世帯数    | 人口    |
| ------------ | --------- | ------- |
| 江戸堀一丁目 | 1,384世帯 | 2,152人 |
| 江戸堀二丁目 | 1,060世帯 | 1,687人 |
| 江戸堀三丁目 | 1,688世帯 | 3,049人 |
| 計           | 4,132世帯 | 6,888人 |

### 人口の変遷
国勢調査による人口の推移。
| 1995年（平成7年）  | 2,648人 | [ 5 ] |  |
| 2000年（平成12年） | 3,124人 | [ 6 ] |  |
| 2005年（平成17年） | 4,145人 | [ 7 ] |  |
| 2010年（平成22年） | 5,518人 | [ 8 ] |  |
| 2015年（平成27年） | 6,355人 | [ 9 ] |  |

### 世帯数の変遷
国勢調査による世帯数の推移。
| 1995年（平成7年）  | 1,162世帯 | [ 5 ] |  |
| 2000年（平成12年） | 1,460世帯 | [ 6 ] |  |
| 2005年（平成17年） | 2,500世帯 | [ 7 ] |  |
| 2010年（平成22年） | 3,332世帯 | [ 8 ] |  |
| 2015年（平成27年） | 3,613世帯 | [ 9 ] |  |

## 学区
市立小・中学校に通う場合、学区は以下の通りとなる。なお、小学校・中学校入学時に学校選択制度を導入しており、通学区域もしくは隣接する校区の小学校・中学校から選択することも可能。
| 丁目         | 番   | 小学校               | 中学校               |
| ------------ | ---- | -------------------- | -------------------- |
| 江戸堀一丁目 | 全域 | 大阪市立西船場小学校 | 大阪市立花乃井中学校 |
| 江戸堀二丁目 | 全域 | 大阪市立西船場小学校 | 大阪市立花乃井中学校 |
| 江戸堀三丁目 | 全域 | 大阪市立西船場小学校 | 大阪市立花乃井中学校 |

## 事業所
2016年（平成28年）現在の経済センサス調査による事業所数と従業員数は以下の通りである。
| 丁目         | 事業所数    | 従業員数 |
| ------------ | ----------- | -------- |
| 江戸堀一丁目 | 846事業所   | 14,725人 |
| 江戸堀二丁目 | 119事業所   | 3,462人  |
| 江戸堀三丁目 | 93事業所    | 2,164人  |
| 計           | 1,058事業所 | 20,351人 |

## 施設

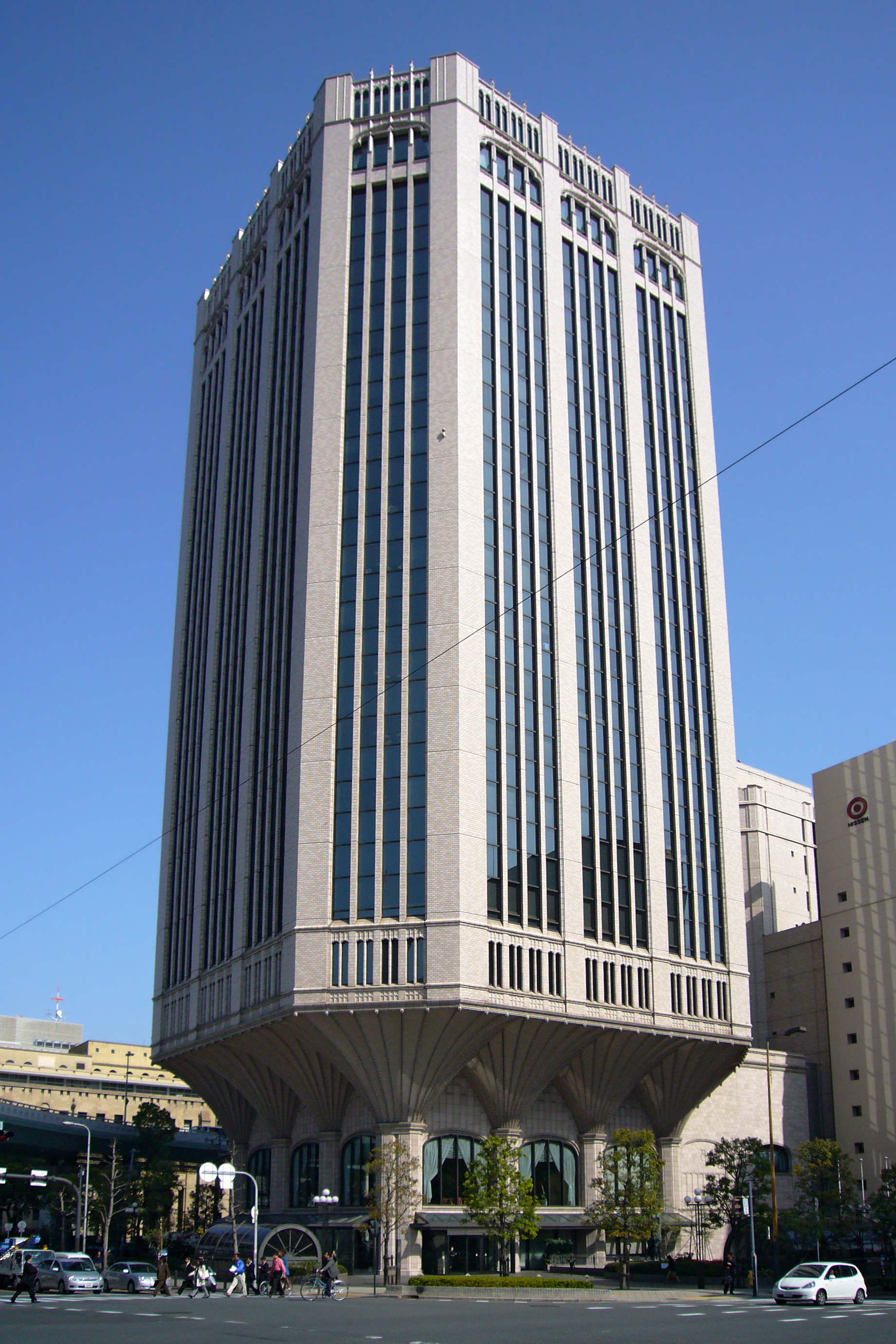
大同生命大阪本社ビル

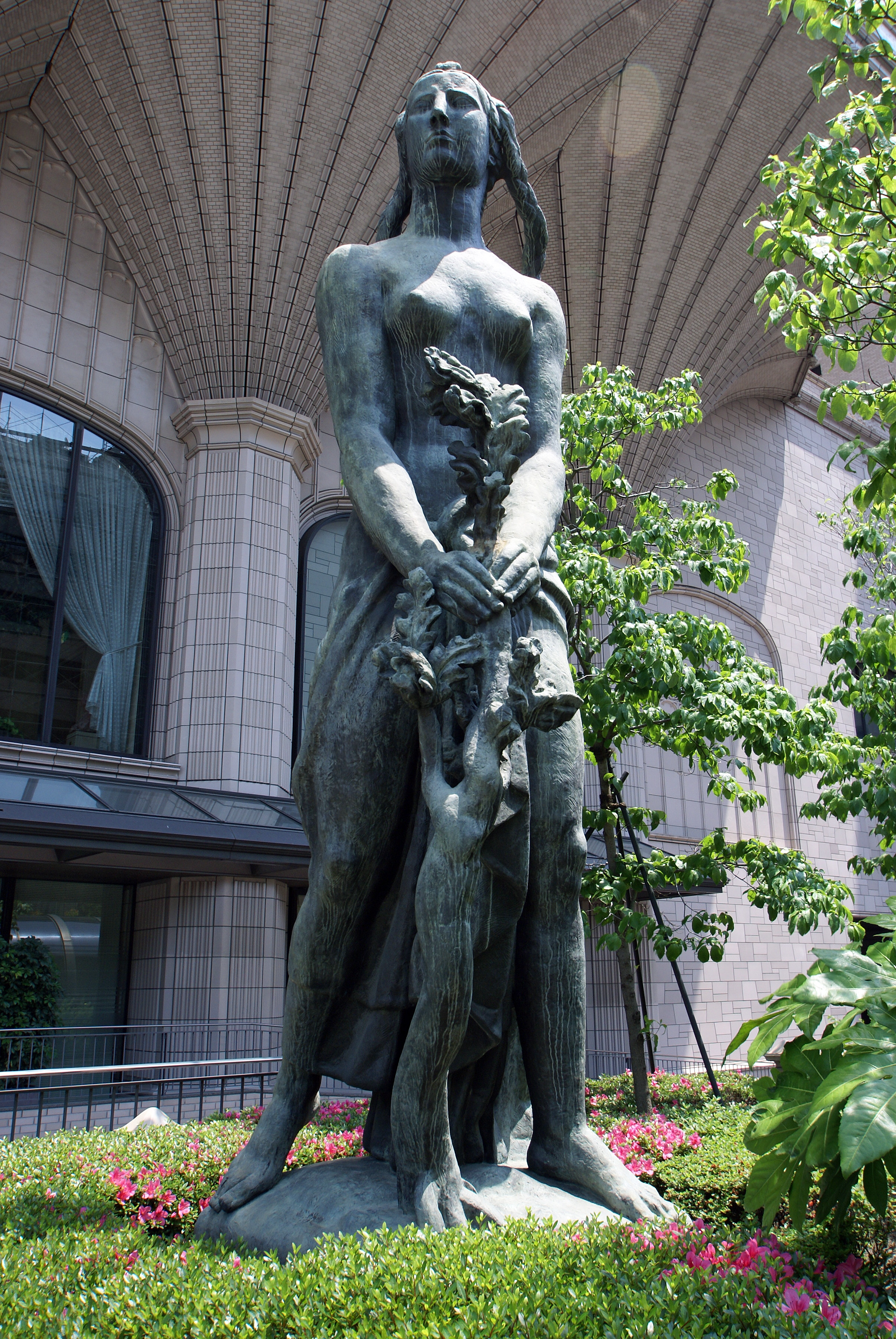
アントワーヌ・ブールデル『自由』

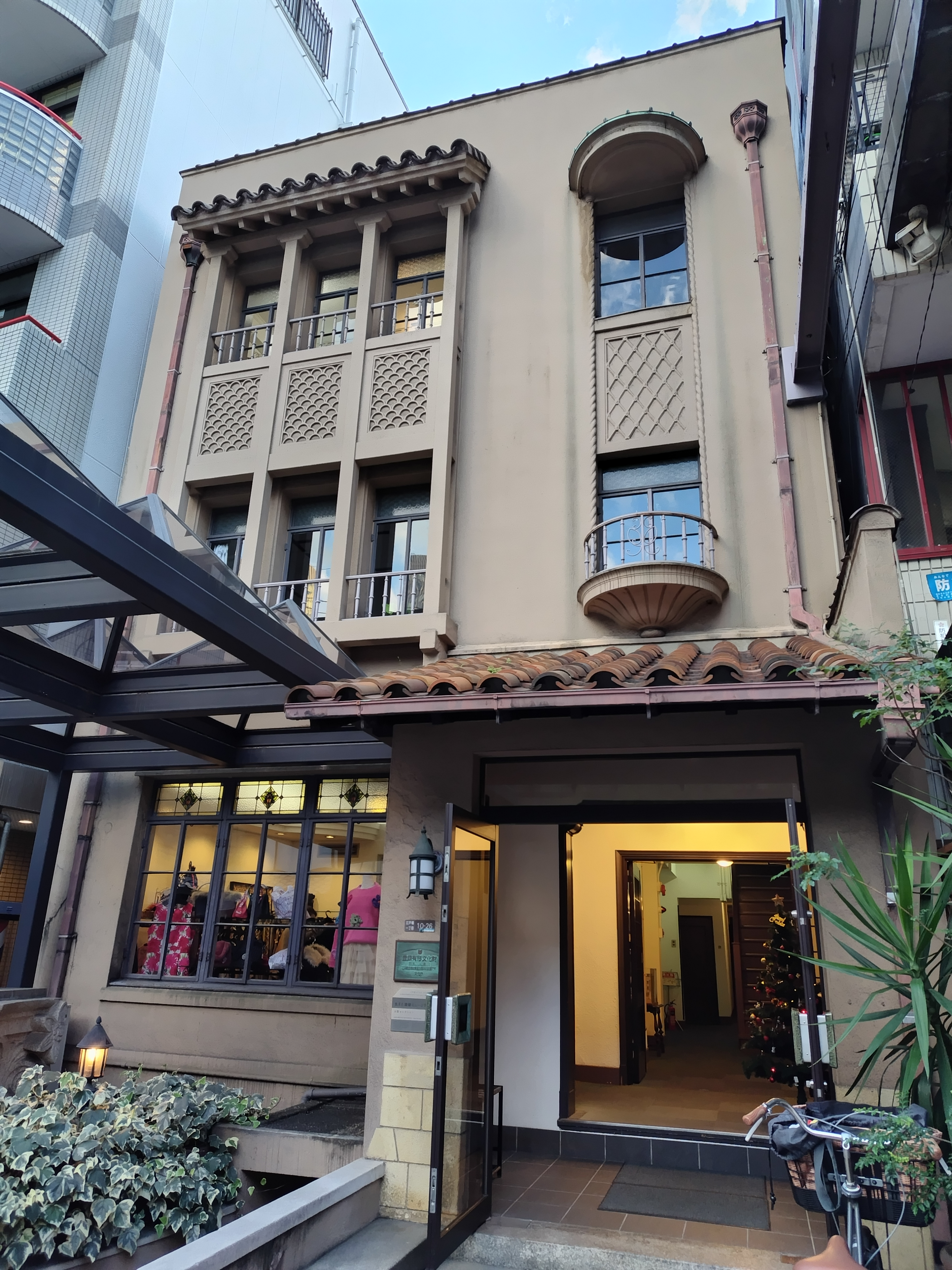
江戸堀コダマビル（旧：児玉竹次郎邸）
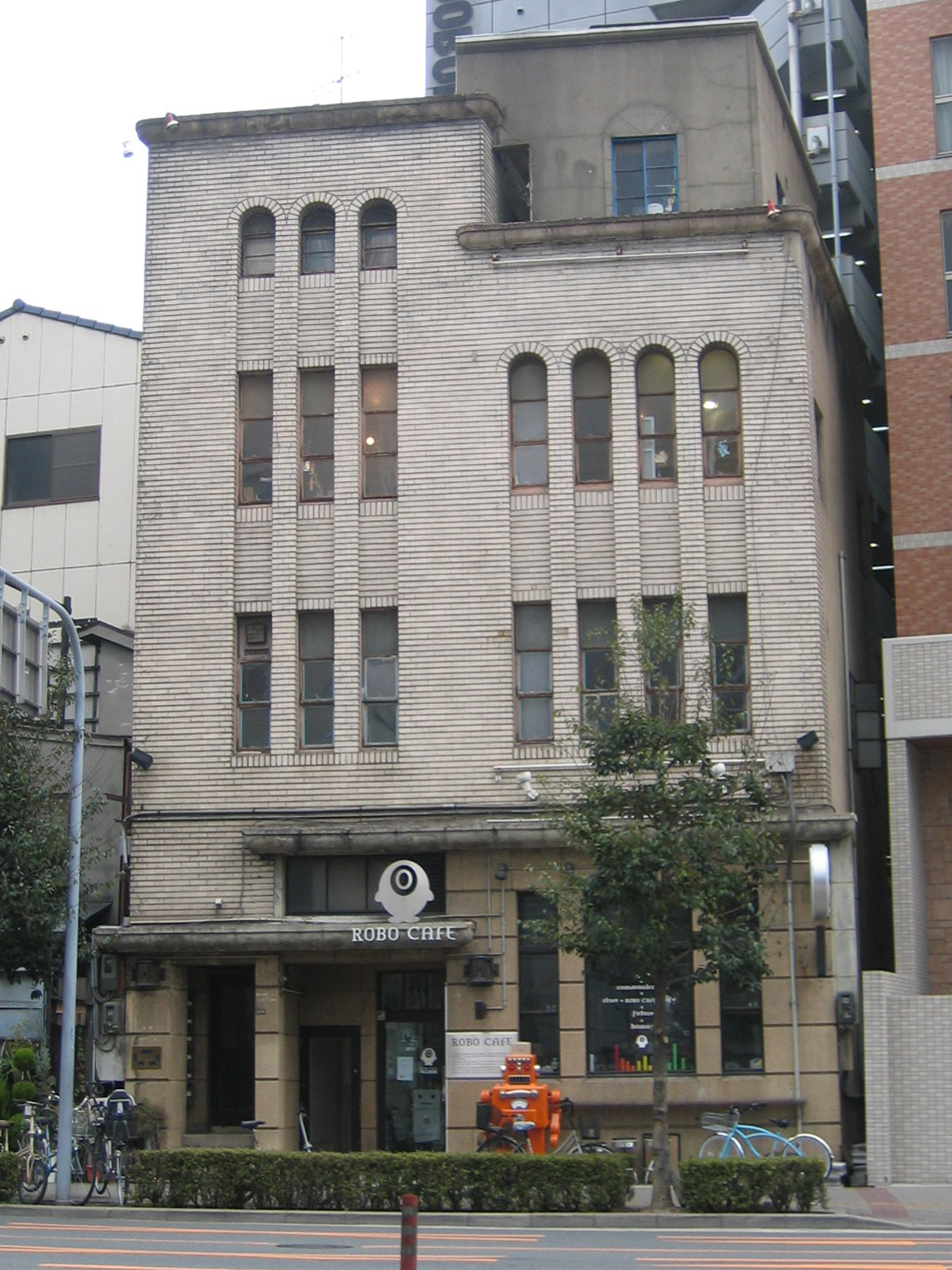
ダコタハウス
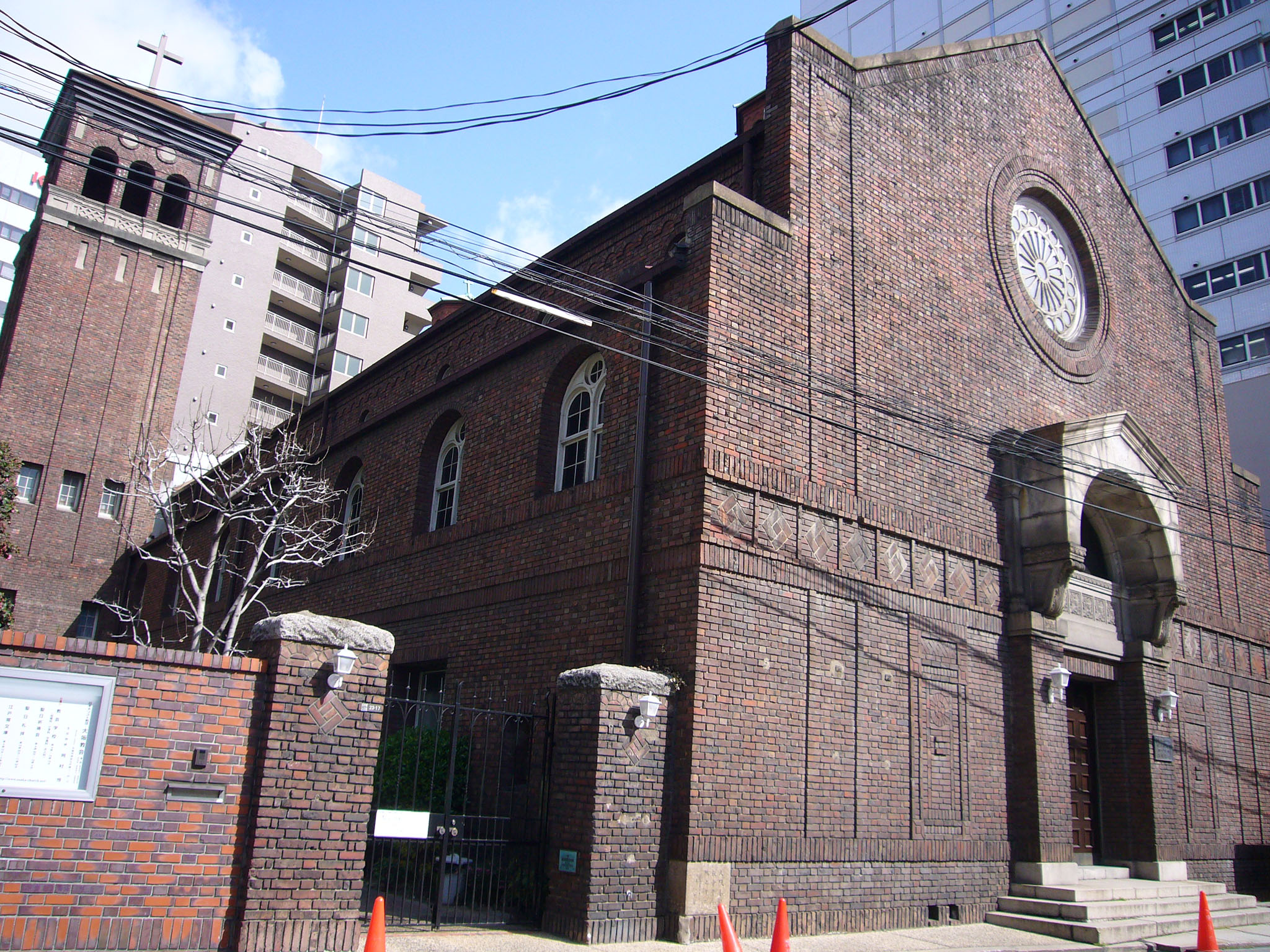
日本基督教団大阪教会

企業・団体
- 大同生命保険大阪本社（大同生命大阪本社ビル）
- ACジャパン 大阪事務局
- 神戸新聞社 大阪支社
- デイリースポーツ 大阪本社

教育機関
- 大阪市立西船場小学校
- 大阪市立花乃井中学校
- ホスピタリティツーリズム専門学校大阪
- 大阪ブライダル専門学校
- 大阪ホテル専門学校
- 大阪テーマパーク・ダンス専門学校
- 創造社デザイン専門学校

郵便局
- 大阪肥後橋郵便局

金融機関
- 近畿労働金庫本店営業部
- 池田泉州銀行大阪西支店
- 大阪シティ信用金庫江戸堀支店

社寺
- 荒光稲荷大明神
- 圓照寺
- 江戸堀辯財天
- 日本基督教団大阪教会（日本最古級のプロテスタント教会）

史跡
- 梅花女学校発祥の地
- 此花乃井顕彰碑
- 先賢景仰碑
- 頼山陽生誕地の碑
- 宮武外骨ゆかりの地碑
- 阪神高速道路開通記念碑
- 大村益次郎先生寓地址
- 薩摩藩中屋敷跡
- 加島屋本家跡
- 西横堀川跡
- 筋違橋跡

パブリックアート
- アントワーヌ・ブールデル ─ 『自由（La Librt'e）』
- 本郷新 ─ 『太陽の母子像』
- 森下勲 ─ 『和』
- アリヨス・イエルチチ ─ 『ジパング』
- AD＆A ─ 『FINDER-四角の中の空-』
- 田中毅 ─ （名称不明）

## 交通

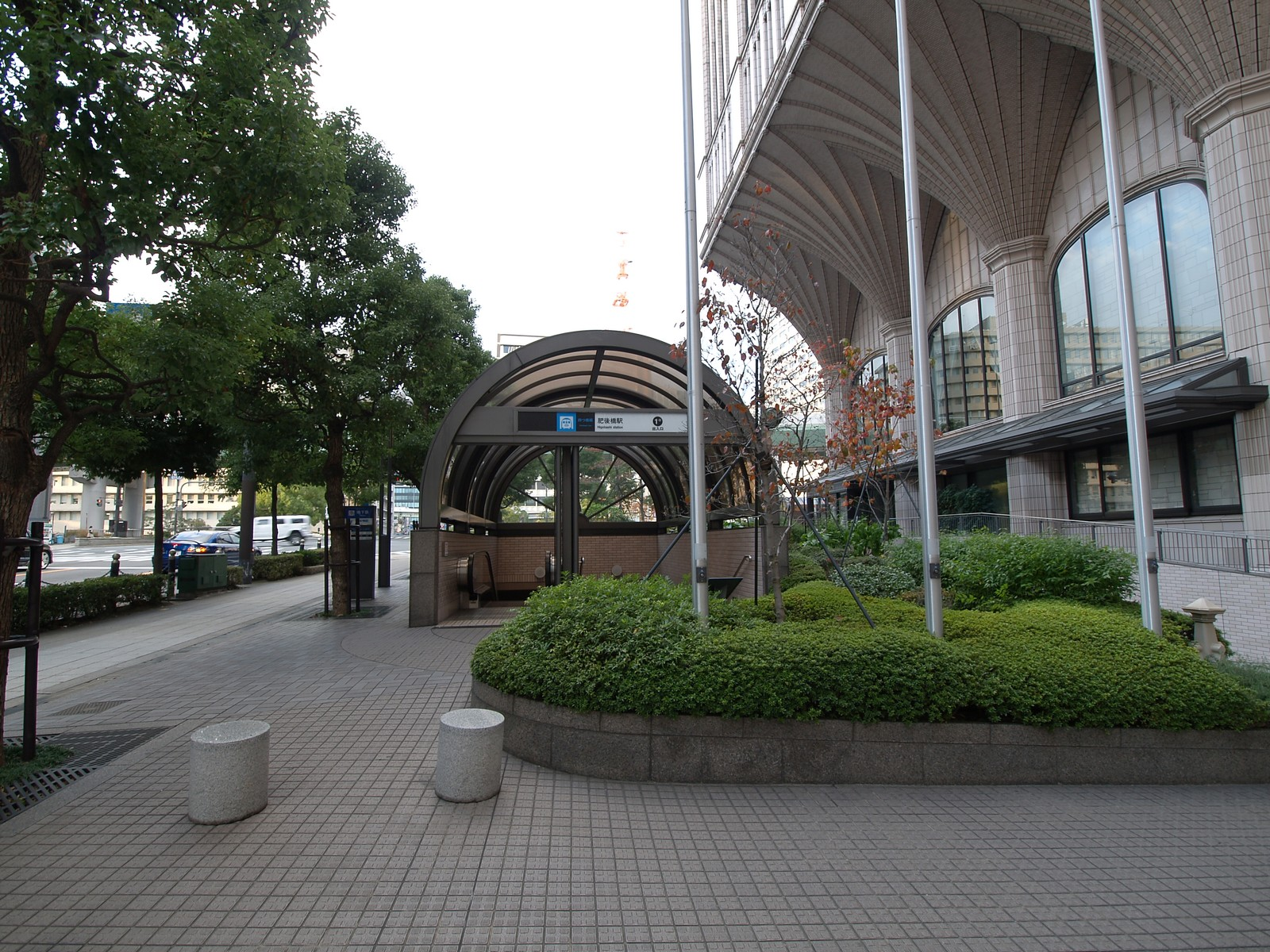
肥後橋駅

### 鉄道
- 大阪市高速電気軌道 (Osaka Metro) 肥後橋駅

### 道路

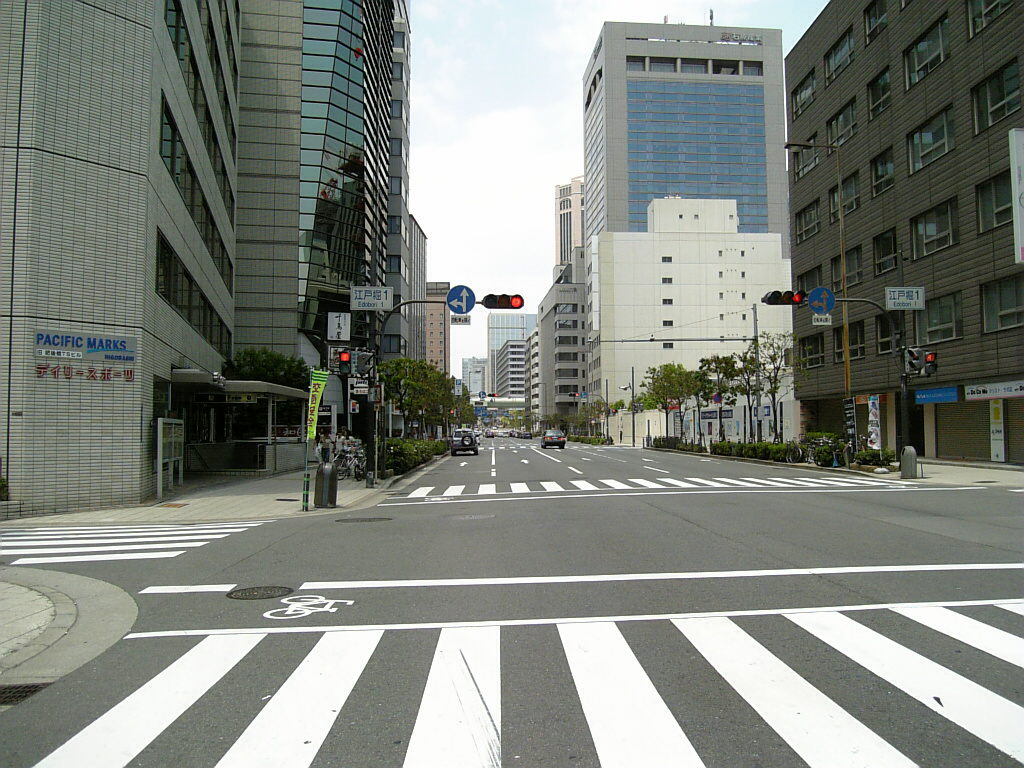
四つ橋筋江戸堀南通交差点
（江戸堀1丁目）

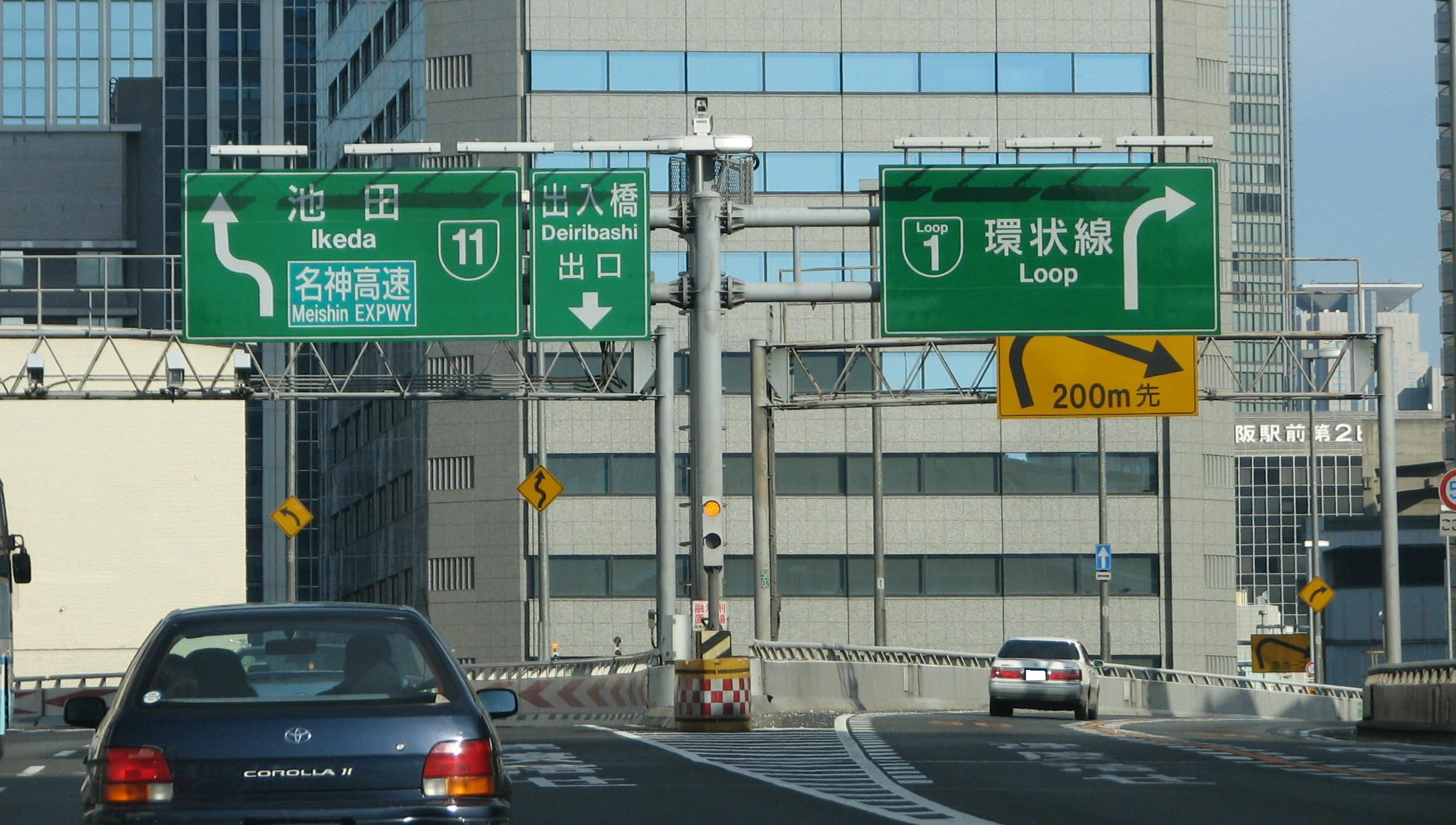
中之島ジャンクション

高速道路
- 阪神高速1号環状線
  - 中之島ジャンクション
- 阪神高速3号神戸線
- 阪神高速11号池田線

主要地方道
- 大阪府道41号大阪伊丹線（なにわ筋）
- 大阪府道29号大阪臨海線（新なにわ筋）
- 大阪市道南北線（四つ橋筋）
- あみだ池筋

### 橋梁
- 錦橋 - 土佐堀川

## その他

### 日本郵便
- 〒550-0002[3]（集配局：大阪西郵便局[12]）

## ギャラリー

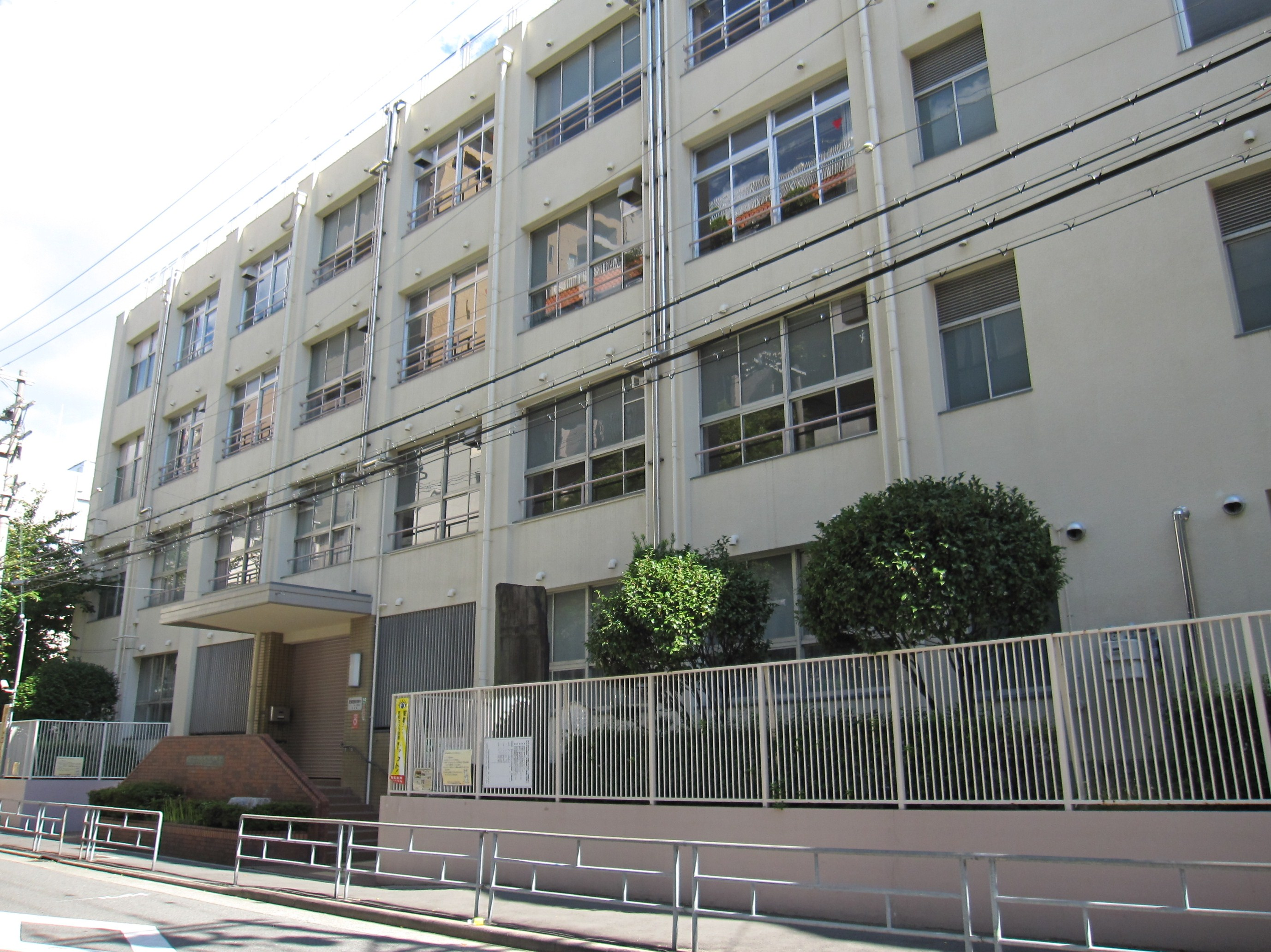
大阪市立西船場小学校
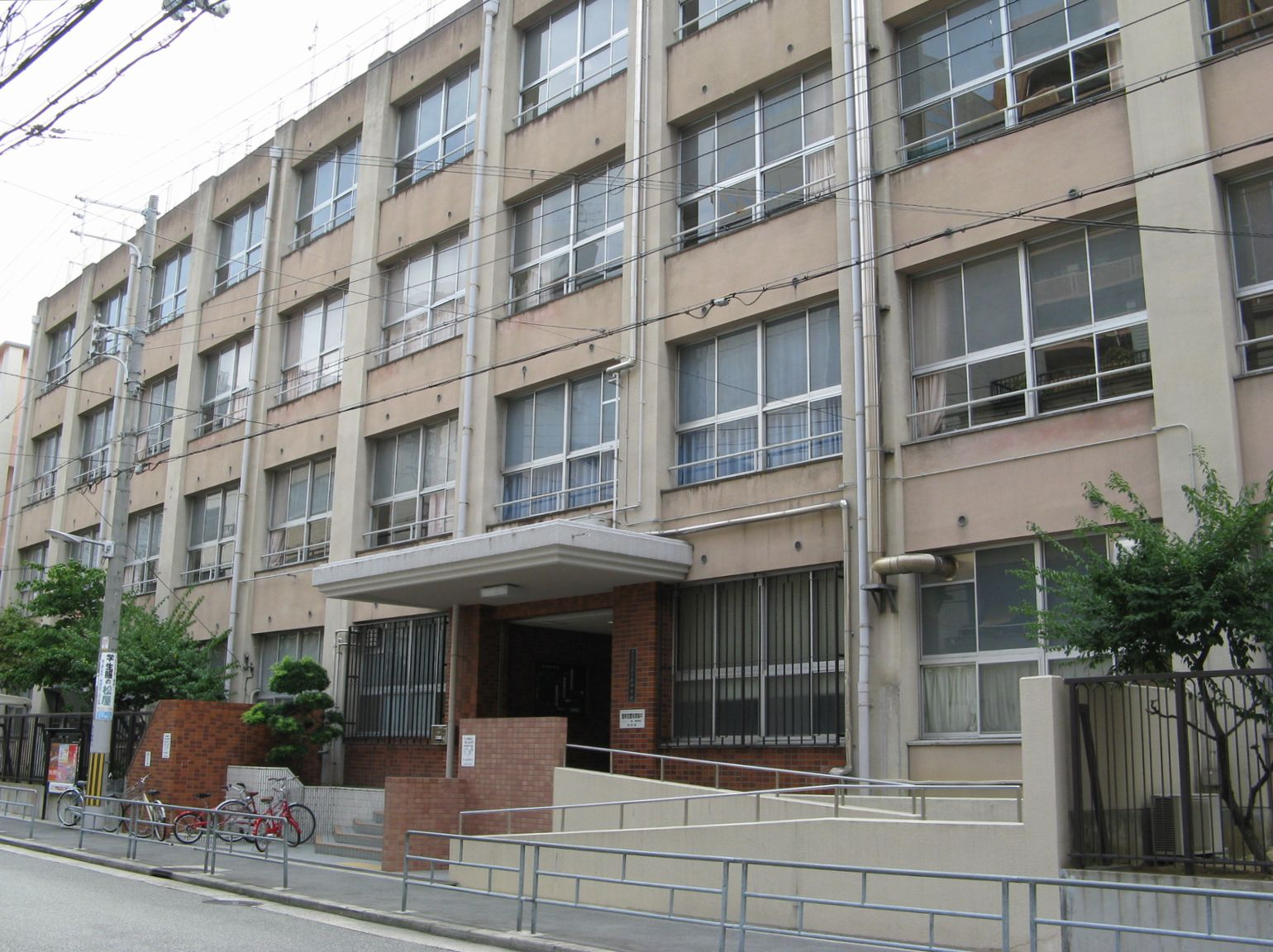
大阪市立花乃井中学校
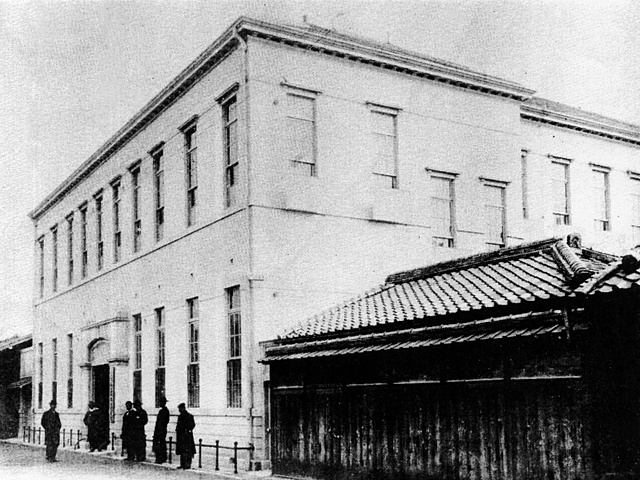
関西大学江戸堀学舎

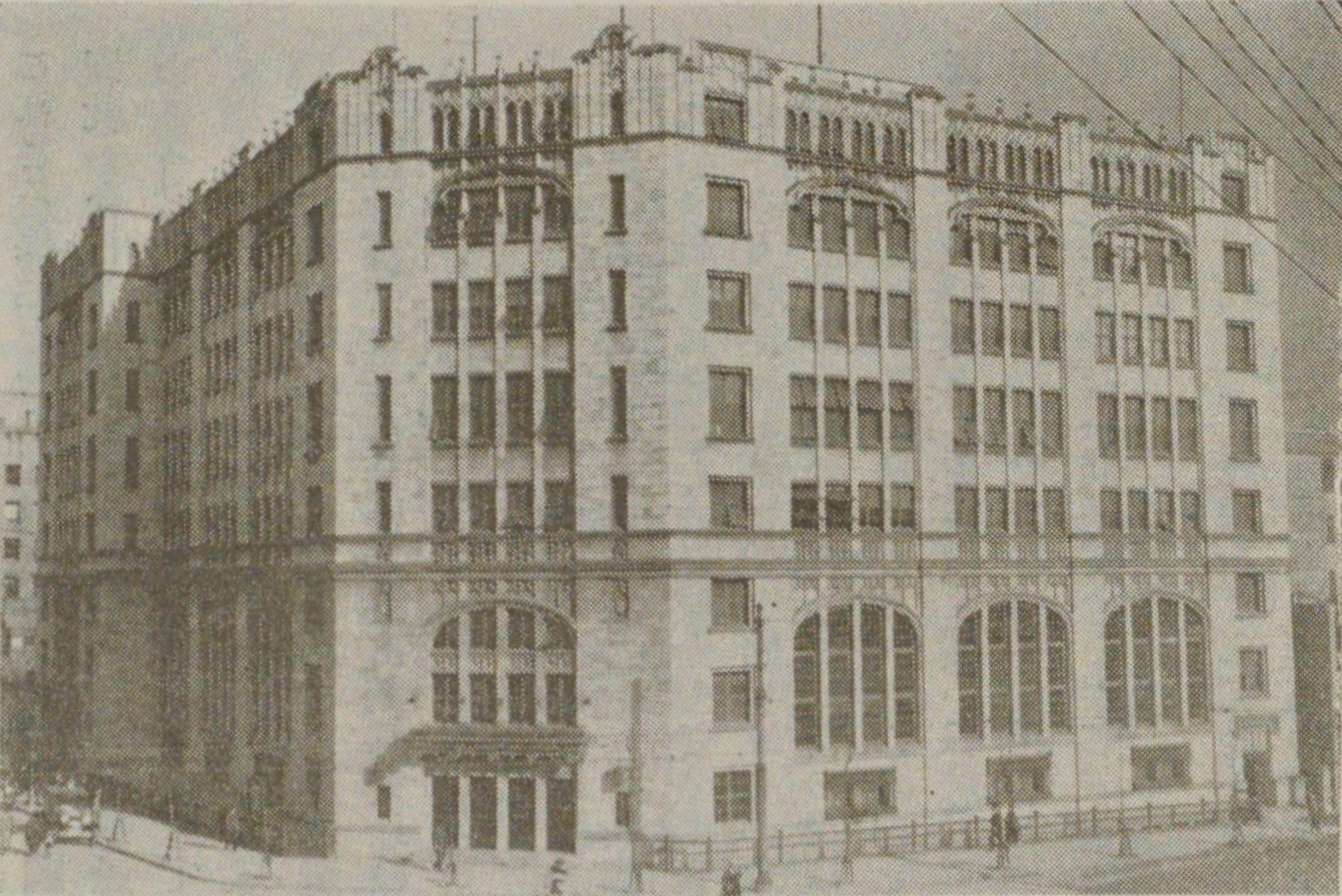
大同生命旧本社ビル
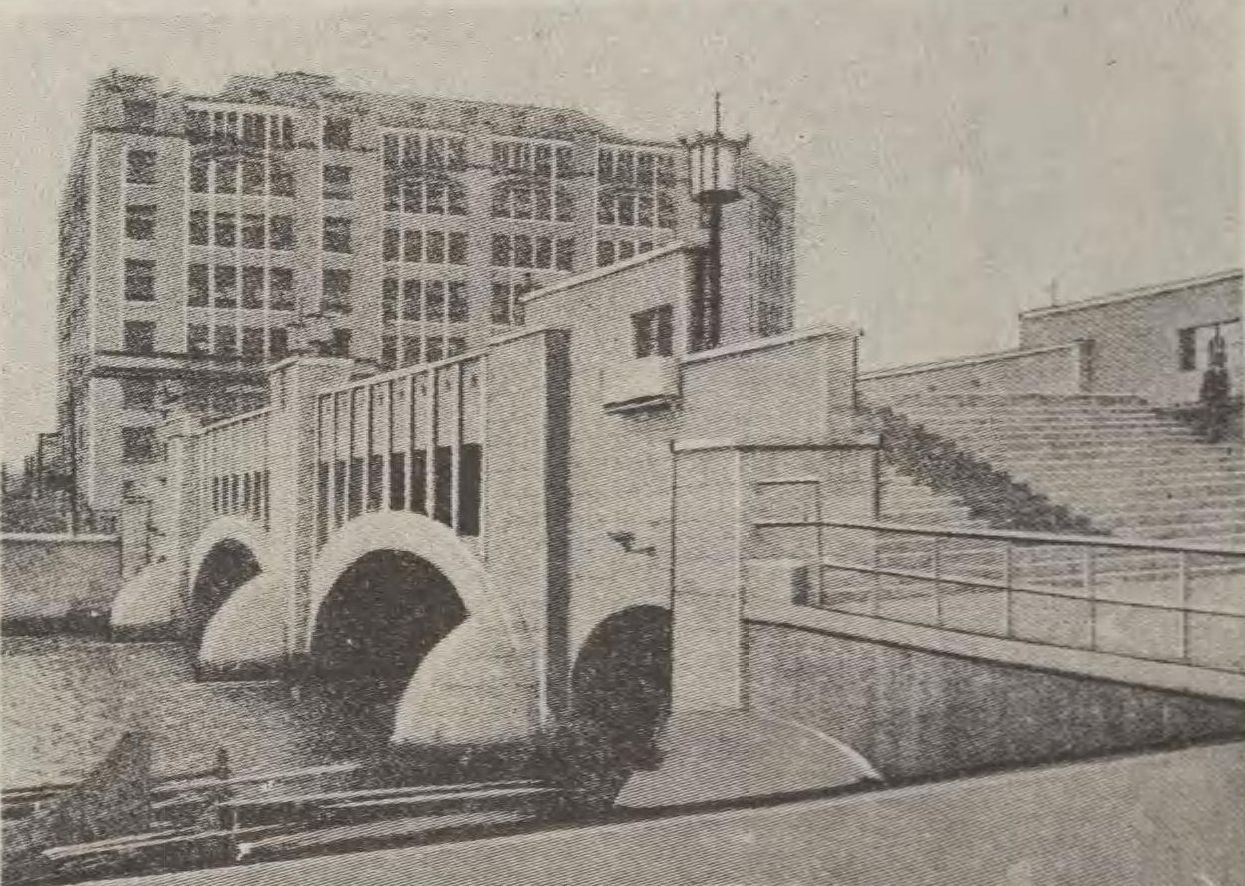
土佐堀川可動堰 （錦橋）
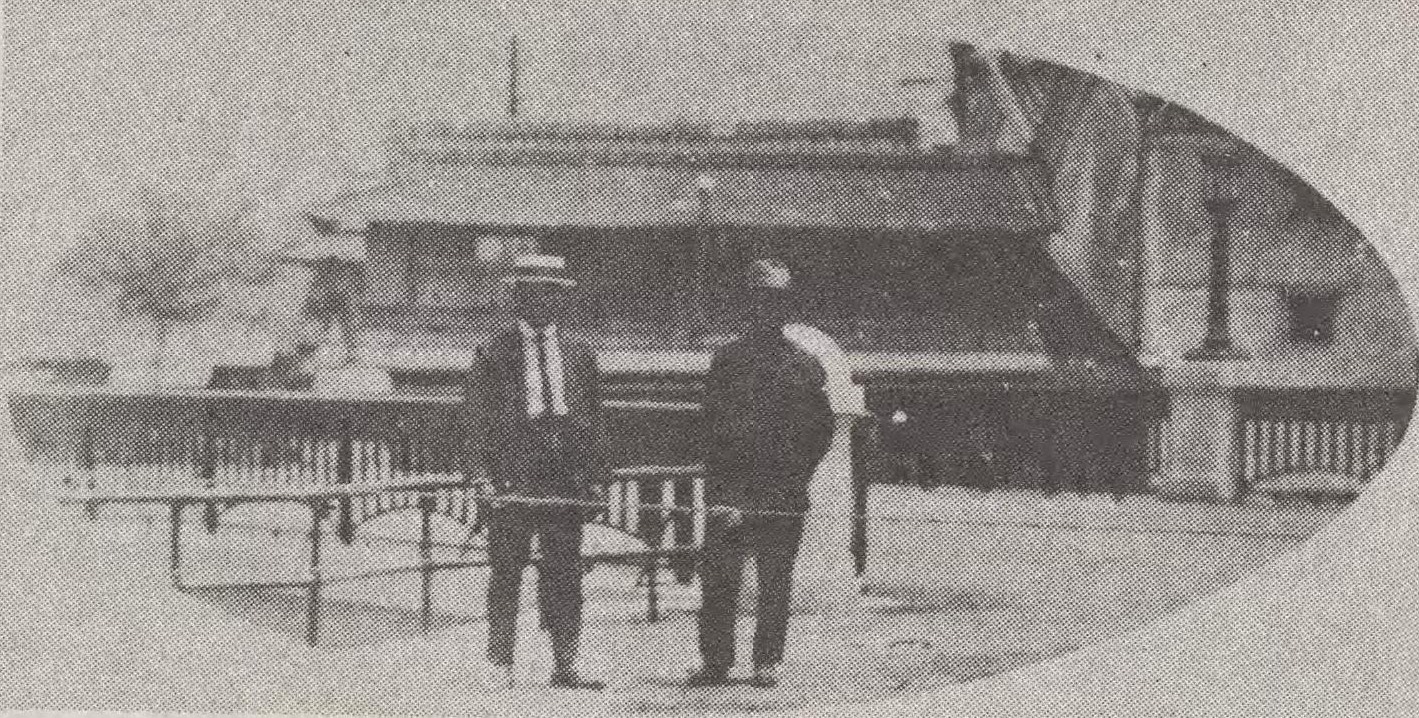
筋違橋

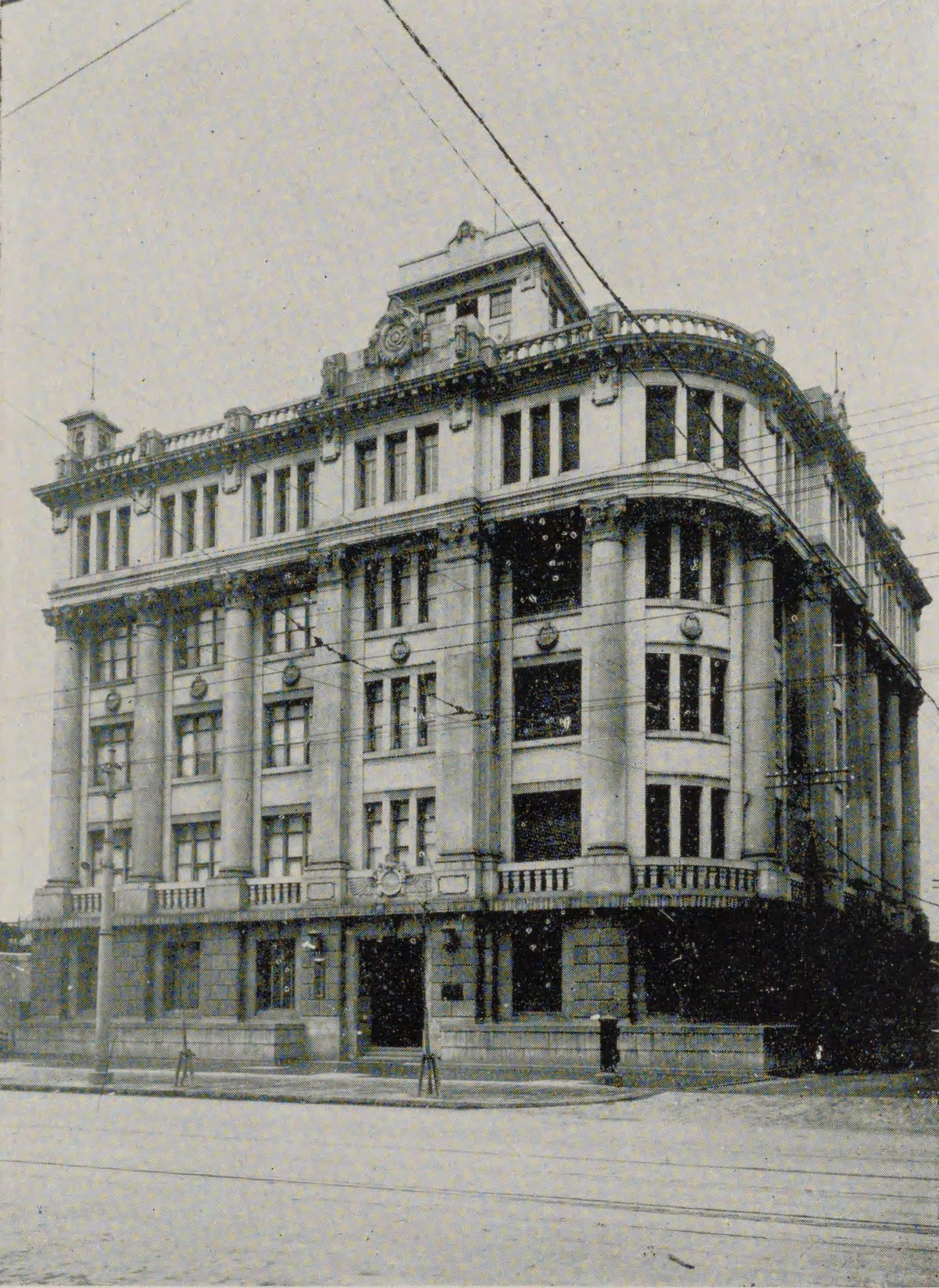
日本海上保険株式会社
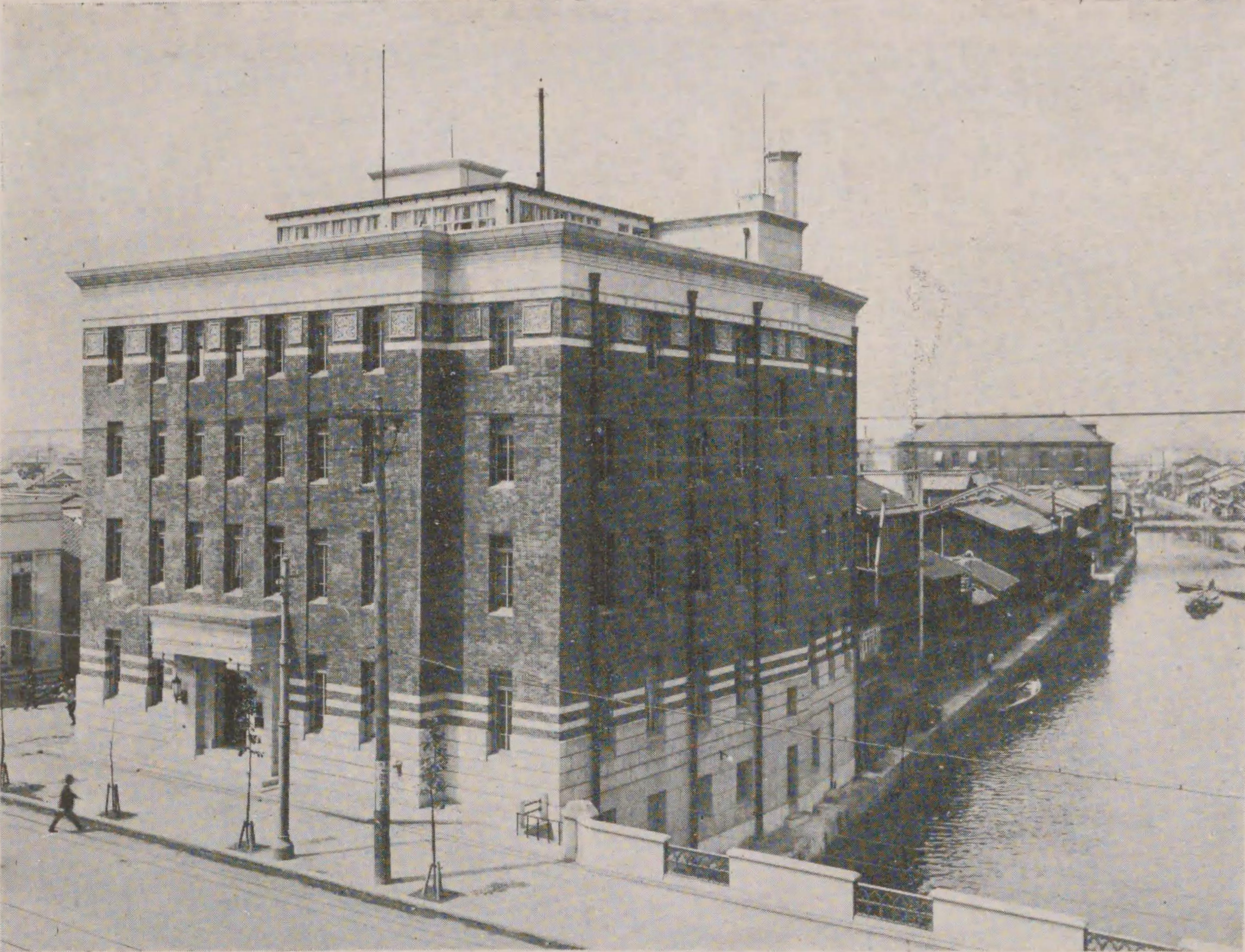
江戸橋ビルディング （右側の川は江戸堀川）
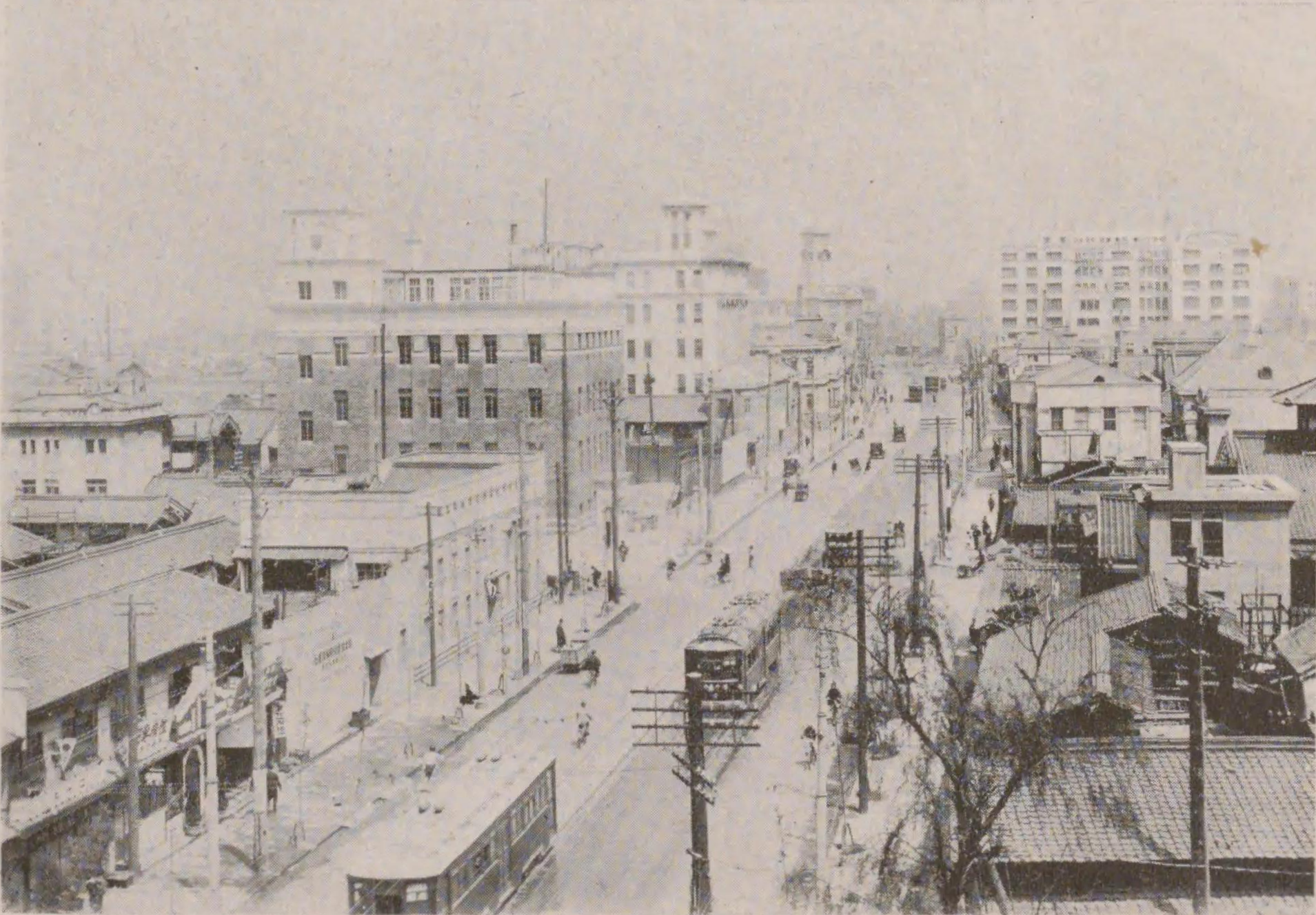
四つ橋筋 （江戸橋周辺）